# WR 31a
WR 31a (Hen 3-519) es una estrella de Wolf-Rayet (WR) en la constelación austral de Carina, que está rodeada por una nebulosa de Wolf-Rayet en expansión. No es una clásica estrella WR de envoltura desnuda, sino una joven estrella masiva a la que todavía le queda algo de hidrógeno en su atmósfera.

## Historial de observaciones
WR 31a fue publicada por primera vez en 1952 como una de las seis estrellas peculiares de líneas de emisión, pero no recibió una designación en ese entonces. Se describió que tenía numerosas líneas de tipo P Cygni con componentes de emisión inusualmente amplios. Un año más tarde, se incluyó en la lista como asociada con una nebulosidad; en ese momento se pensaba que era una nebulosa planetaria.
En 1976, fue incluida en un catálogo de estrellas de líneas de emisión australes, el tercer catálogo de objetos de emisión compilado por el astrónomo y científico Karl Gordon Henize. La designación Hen 3-519, o He-519, fue adoptada como el identificador más común para esta estrella. En 2001, fue listada en el Séptimo Catálogo de Estrellas de Wolf-Rayet Galácticas como 31a, pero todavía se le llama con frecuencia Hen 3-519.
En 1994, se describió por primera vez como candidata de variable luminosa azul (cLBV), después de un estudio espectrográfico detallado usando el telescopio Anglo-Australiano.
Las mediciones de su paralaje, publicadas en 2017 como resultado de la misión Gaia, sugirieron una distancia mucho más cercana (6500 años luz, 2000 pársecs) a WR 31a, así como a su vecina, la variable luminosa azul AG Carinae. Se pensaba que, si esta distancia era confirmada por la segunda publicación de datos de Gaia en 2018, significaría que ambas estrellas eran mucho menos luminosas de lo que se pensaba anteriormente, y que ambas podrían ser estrellas supergigantes rojas. Sin embargo, la segunda publicación de datos de Gaia, devolvió un paralaje de 0.0418 ± 0.0299 milisegundos de arco, utilizando la inferencia bayesiana calculó su distancia en 31,200  −6000
 +8500  años luz, 9570  −1850
 +2600  pársecs. La tercera publicación de datos Gaia muestra un paralaje de 0.1152 ± 0.0156 milisegundos de arco, lo que indica nuevamente una gran distancia. Un análisis estadístico arroja una distancia de 7315  −935
 +993  pársecs.

## Burbuja azul
WR 31a esta rodeada por una capa de gas ionizado de aproximadamente ocho años luz (2.5 pársecs) de ancho. El telescopio espacial Hubble capturó una imagen de la nebulosa, representándola como una delgada burbuja azul. En esta imagen en falso color, los tonos azules representan la luz visible roja (605 nm), mientras que los tonos naranja-rojizos representan la radiación infrarroja cercana a 814 nm. La nebulosa fue encontrada originalmente por la astrónoma Ellen Dorrit Hoffleit en 1953, y designada como la nebulosa planetaria Hf 39. Otros nombres del catálogo de nebulosas planetarias incluyen ESO 128-18 y Wray 15-682.
Desde 2013, la nebulosa se ha considerado no como una nebulosa planetaria, sino como una capa de gas en expansión mucho más grande, formalmente clasificada como una nebulosa de Wolf-Rayet, o nebulosa WR. Su velocidad de expansión observada es de 365 km/s, y se estima en unos 2.4 pársecs (7.8 años luz) de ancho. La edad dinámica de la nebulosa se estima en 18 000 años, y la masa total de gas ionizado en 2–3 M☉.

## Propiedades
La propia WR 31a, la altamente luminosa estrella central de la nebulosa, con una magnitud de 10.85V es invisible a simple vista. Tiene una clasificación espectral de WN11h, lo que indica una estrella WR con fuertes líneas de emisión N II (de nitrógeno), pero no así de [N III], y con características de hidrógeno visibles en el espectro. La clasificación espectral WN11 fue creada para esta estrella y para AG Carinae, ya que no encajaban en ningún tipo espectral existente y parecían constituir una extensión de la secuencia de nitrógeno de WR a temperaturas más frías. Se estima que la masa del progenitor de la estrella central fue unas 45 veces mayor que la del Sol, y esta estrella masiva probablemente explotará como una supernova en el futuro.
El espectro de WR 31a muestra perfiles P Cygni, más fuertemente en las líneas dominantes [H I], [He I], y [N II]. Estos perfiles pueden mostrar cambios dramáticos en una escala de tiempo de semanas, con los componentes de absorción de las líneas desapareciendo a veces por completo.

## Variabilidad
No se han detectado cambios de brillo significativos en WR 31a, pero se ha incluido como candidata a variable luminosa azul por su luminosidad, temperatura y pérdida de masa. A.M, Van Genderen la catalogó como inactiva o como ex-variable luminosa azul, debido a la falta de variaciones características de las variables luminosas azules. Se han observado pequeños cambios de brillo en datos del All Sky Automated Survey, proyecto polaco para monitoreo fotométrico. WR 31a está incluida como una estrella variable en el Índice Internacional de Estrellas Variables, no así en el Catálogo General de Estrellas Variables.